# Ignaz Franz Wörle

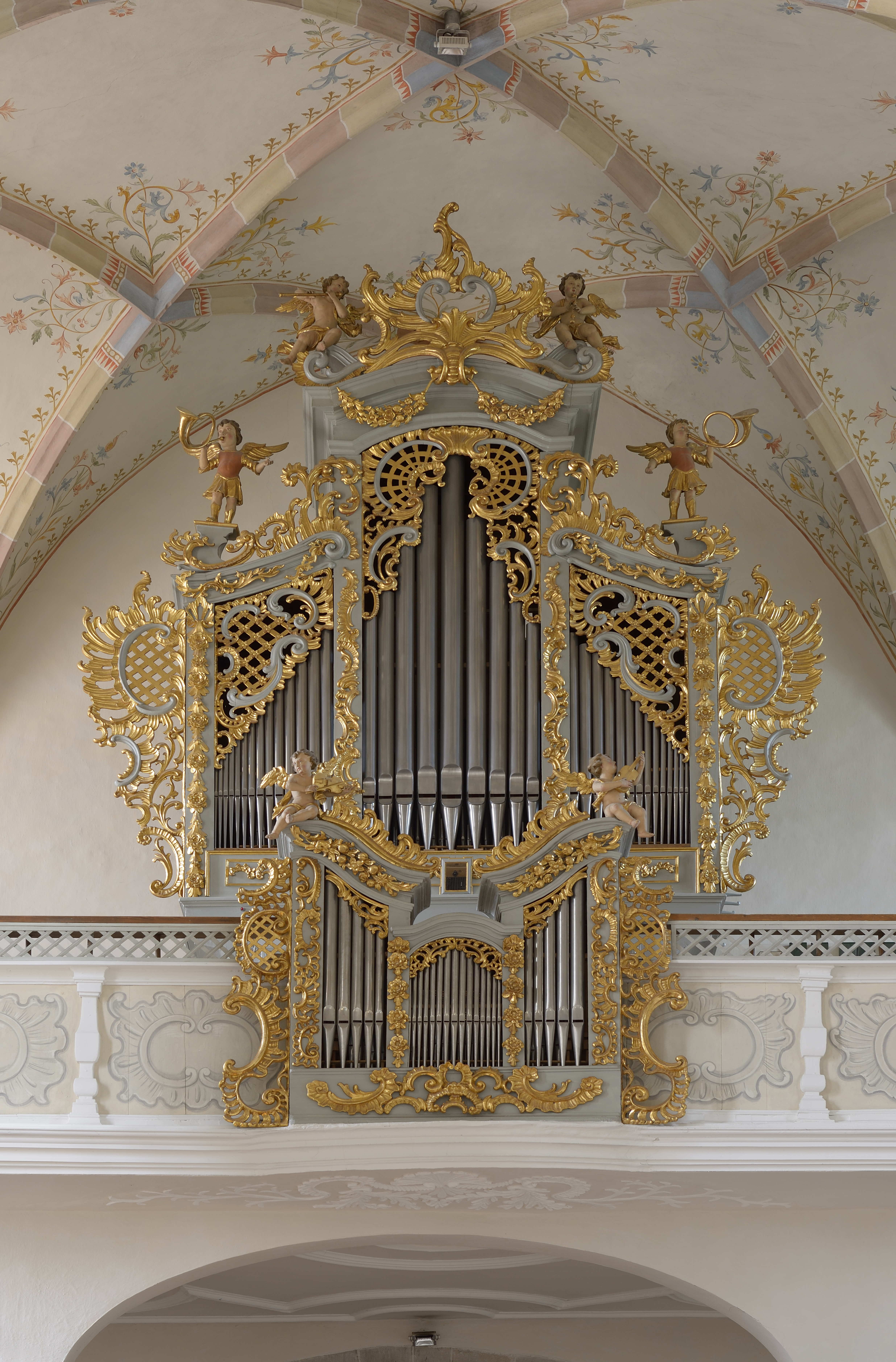
Orgel in Pfarrkirche Maria Himmelfahrt (Völs)

Ignaz Franz Wörle (* 30. Juli 1710 in Vils (Tirol); † 22. April 1778 in Bozen) war der bedeutendste österreichische Orgelbauer, der in der Zeit von 1750 bis 1778 in Südtirol tätig war.

## Leben
Ignaz Wörle erhielt seine Ausbildung als Orgelmacher in Graz entweder bei Andreas Schwarz, Johann Georg Mitterreither oder J. C. Werner. Er arbeitete nach der Wanderschaft als Orgelbauer bei Franz Ehinger († 1740) in Bozen. Nach 1740 betätigte sich Ignaz Wörle als selbstständiger Orgelbauer zunächst mit Reparaturen. Im Jahre 1743 wurde er in Bozen als Inwohner aufgenommen, was bedeutete, dass er noch nicht das Bürgerrecht der Stadt Bozen hatte. Auch wenn er zu den bedeutendsten Orgelbauern seiner Zeit in Südtirol zählte, wurden bedeutende Aufträge für den Brixner Dom und für die Bozner Pfarrkirche an Augustin Simnacher (1756) sowie an Andreas Jäger (1764) und nicht an ihn vergeben. Seine Orgeln sind insoweit vom italienischen Orgelbau beeinflusst, als er Register wie z. B. Piffara (eine Prinzipalschwebung) baute. Als Orgelbaugehilfe ab den 1760er-Jahren ist Joseph Werner (* 24. Dezember 1725 in Bozen; † 19. Juli 1796 in Bozen) erwähnt.

## Werkliste (Auswahl)
| Jahr      | Ort                     | Gebäude                              | Bild | Manuale | Register | Bemerkungen                                       |
| --------- | ----------------------- | ------------------------------------ | ---- | ------- | -------- | ------------------------------------------------- |
| 1745      | Ratschings              | Schloss Wolfsthurn                   |      | I/P     | 8        |                                                   |
| 1749/50   | Nauders                 | Mariahilfkirche                      |      |         |          |                                                   |
| 1750      | Oetz                    | Pfarrkirche Oetz                     |      | I/P     | 12       | nicht erhalten; Orgel aus 1888 von Franz Weber    |
| 1750      | Girlan                  | St. Martin (Girlan)                  |      | I/P     | 11       |                                                   |
| 1750      | Kaltern                 | Pfarrkirche St. Nikolaus             |      | I/P     | 9        |                                                   |
| 1751      | St. Lorenzen (Südtirol) | Heilig Kreuz in Fronwies             |      | I/P     | 8        |                                                   |
| 1754      | Maria Weißenstein       | Wallfahrtskirche                     |      | I/P     | 16       | nicht erhalten; heute in Verla-Trentino           |
| 1757/58   | Tschirland              | St. Oswald                           |      | I/P     | 7        |                                                   |
| 1760      | Völs am Schlern         | Pfarrkirche Maria Himmelfahrt (Völs) |      | II/P    | 20       |                                                   |
| 1760      | Tisens                  | Maria Himmelfahrtskirche             |      |         |          |                                                   |
| 1762      | Gröden                  | Pfarrkirche St. Ulrich in Gröden     |      |         |          | nicht erhalten, seit 1910 Orgel von Anton Behmann |
| 1766–1768 | Maria Luggau            | Wallfahrtskirche „Maria Schnee“      |      | II/P    | 17       | Gehäuse und einige Register erhalten              |
| 1772      | Maria Waldrast          | Wallfahrtskirche Maria Waldrast      |      | II/P    | 17       |                                                   |
| undatiert | Bozen                   | Dominikanerkirche (Bozen)            |      | I/P     | 10       | heute in: Oberbozen, Maria Himmelfahrt            |
| undatiert | Kampenn                 | St. Joachim und Anna                 |      | I/P     | 11       |                                                   |
| undatiert | Kaltern                 | St. Nikolaus                         |      | I/P     | 9        |                                                   |
| undatiert | Pinzon (Montan)         | St. Stefan                           |      | I/P     | 7        |                                                   |
| undatiert | Völs am Schlern         | St. Margareth in Obervöls            |      | I/P     | 5        |                                                   |